# Anna von Munzingen
Anna von Munzingen (* vor 1300; † nach 1327) war eine deutsche Dominikanerin und Priorin im Kloster Adelhausen in Freiburg. Sie wird der Bewegung der Frauenmystik zugerechnet.
Über das Leben der Anna von Munzingen ist fast nichts bekannt: Sie stammte aus einem Freiburger Patriziergeschlecht und wurde im Jahr 1316 erstmals und nachfolgend 1317 und 1327 als Priorin des Freiburger Dominikanerinnenkonvents erwähnt. Um 1318 verfasste sie ein Schwesternbuch unter dem Titel buch des lebens der seligen ersten swesteren des closters unser frowen de annuntiatione in Adelhusen by Friburg, prediger ordens, welches als „Chronik der Mystikerinnen von Adelhausen“ bekannt wurde. Wie bei anderen Schwesternbüchern handelt es sich weniger um eine tatsächliche Chronik als um eine hagiographische Sammlung von über 30 Heiligenviten ausgewählter Mitschwestern, die einen Einblick in die Mystik und das Leben in mittelalterlichen Frauenklöstern gewährt.
Die „Chronik“ ist in einer einzigen Abschrift von 1433 im Stadtarchiv Freiburg (Signatur B 1 Nr. 98) überliefert.

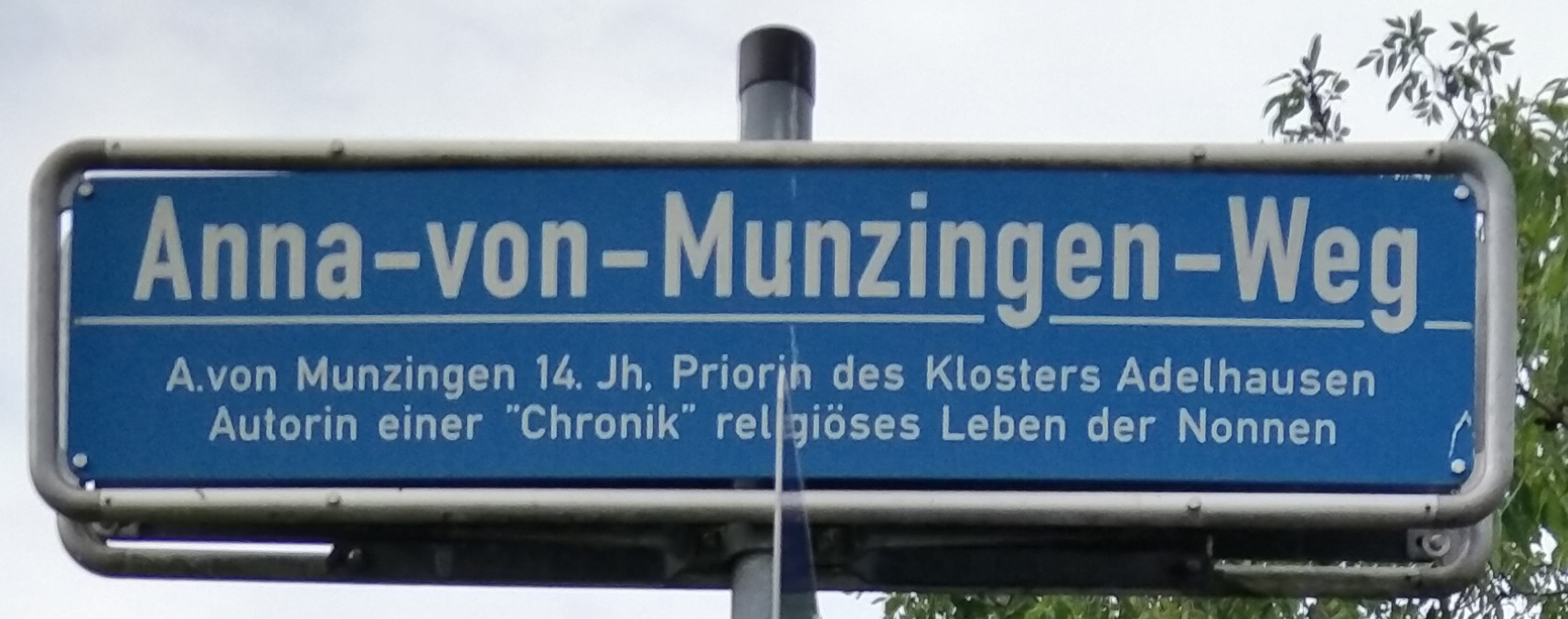
Straßenschild in Freiburg

Im Freiburger Stadtteil Rieselfeld wurde eine Straße nach ihr benannt.